# Миколай Бучацький-Творовський
Миколай Бучацький-Творовський, Миколай з Бучача Творовський (пол. Mikołaj Buczacki-Tworowski; бл.1549 чи 1530 — перед 19 травня 1595) — польський шляхтич гербу Пилява, урядник Речі Посполитої. Швагро Миколая-Христофора Радзивіла «Сирітки».

## Життєпис
Народився, за одними даними, близько 1549-го (за іншими, близько 1530 року[джерело?]). За даними польського геральдиста Адама Бонецького, був сином воєводича Яна Бучацького-Творовського та його дружини Катажини з Баранова, внуком подільського воєводи Яна Творовського (Бучацького). Кс. Садок Баронч стверджував, що він — син польного гетьмана коронного, воєводи подільського, власника (дідича) Бучача Яна Творовського (Бучацького) та його дружини Катажини з Бучацьких гербу Абданк — доньки руського воєводи Якуба Бучацького. Каспер Несецький називає його матір'ю в І томі праці «Korona polska…» Анну з Баворовських — доньку коронного писаря Вацлава та його дружини Катажини Коляновської гербу Богорія, дідички на Іванці.
Був добре освіченим, навчався, ймовірно, у Європі або в Польщі. Перейшов з католицького обряду на кальвінський. Був власником Бучача, в старому фарному костелі міста за його життя був кальвінський збір.
31 липня 1572 року як представник Кам'янецької землі, маючи уряд підкоморія кам'янецького, в Глинянах брав участь в Глинянській конфедерації воєводств Руського та Подільського.
За хронікою Гваньїні, після нападу у квітні 1572 року татар під проводом Бакая і Сіхози (дійшли до околиць Бара, спалили десяток містечок і сіл) він (згаданий як кам'янецький підкоморій і барський староста) «потріпав» їх на зворотном шляху. Іван Підкова десь наприкінці 1577 — на початку 1578 року приїхав до Бару та привіз від молдавських боярів два листи, в яких ті просили князя Василя-Костянтина Острозького і старосту надати допомогу Підкові. Староста під час перемовин, зокрема, сказав, що він хотів би її надати, але оскільки між Польщею та турками діяв мирний договір, то він не може перевищити своїх повноважень й має звернутись до короля. При цьому попросив Підкову покинути місто, щоб той не видав себе, що, своєю чергою, могло викликати підозри у Молдавії. В 1580-х роках було закінчено перебудову Бучацького замку 12 березня 1591 року підписав ухвалу Галицького сеймику. 31 липня 1592 року, як представних Поділля був присутній на Галицькому сеймику.

### Посади, маєтності
Староста барський (1571–1588 pp., його відступив), підкоморій подільський. У 1586 році набув Опатів.

### Сім'я
За даними Адама Бонецького, мав одну дружину, кс. С. Баронч стверджував, що був одружений двічі.
Перша дружина — донька маршалка, великого канцлера литовського Миколая Христофора Радзивілла (Чорного) (на той час покійного) Анна Магдалена — рідна сестра другої дружини польського державного діяча Яна Замойського Кристини (1553, Замок у Цмелюві — 28 жовтня 1590). Заручини відбулись, коли Анні було 8 років, шлюб уклали у 1570 році (з третьої спроби), була похована в Бучачі. Діти:
- Ян Кшиштоф
- Єжи Войцех[18]
- Зофія, можливо, дружина кальвініста, дідича Поморян Кшиштофа Сененського[19]
- Теофіля
- Катажина — друга[20] дружина каштелянa кам'янецького Анджея (Єнджея) Потоцького;[21] за даними кс. С. Баронча, дитина другої дружини — з Баворовських (ім'я невідоме).[3]
- Ельжбета.[22]